# Ислам в Молдове
Ислам в Молдове является в настоящее время одной из малочисленных религий страны, так как 93,3 % её населения исповедует православие.

## История
Впервые на территории Молдавского княжества кочевые тюрки-мусульмане появились в XV веке. В основном это были ногайцы, крымские татары и турки, с которыми православное княжество вело довольно успешные войны, но потом вынуждено было признать зависимость от Османской империи, которая продолжалась до 1812 года. Мусульмане особенно активно селились на юге Бессарабии, где у них возникло своё аморфное государство — Буджакская орда (также известная как Белгородская или Аккерманская). Значительное количество мусульман жило также в южных городах Тигина, Измаил, Аккерман.
После включения территории Бессарабии в состав Российской империей, большинство из них предпочло стать мухаджирами и переселилось за Дунай, так как Добруджа контролировалась османами до 1878 года. Ныне эта область находится в составе Румынии, в которой мусульманская община более многочисленна и составляет порядка 70 тысяч человек.

## Современное положение
При публикации итогов последней переписи населения Молдовы 2004 года мусульмане в отдельную группу не выделялись и были включены в состав «прочих религий» (29 813 чел.). Численность мусульманского населения в Молдове оценивается в диапазоне от 3 до 15 тыс. чел. В большинстве своём это татары, а также буджацкие татары (или же дунайские татары). В Кишинёве имеются 3 центра консолидации мусульман. Общество исламской культуры было образовано в 1995 году.
Силовые структуры Молдовы настороженно относятся к активизации деятельности мусульман в последние годы. В 2005 Духовному управлению мусульман Молдовы, возглавляемому Талгатом Машаевым, было отказано в регистрации, даже несмотря на просьбу со стороны миссии ОБСЕ в Молдове.
14 марта 2011 года министерством юстиции Молдовы была зарегистрирована Исламская лига Республики Молдова (ИЛРМ), которая объединит мусульманские общины Молдовы и будет представлять интересы мусульман в стране и за рубежом. Исламская лига Республики Молдова призвана скоординировать процесс исламского религиозного развития в стране. Председателем Исламской лиги Республики Молдова является Сергей Сокирка.

## Интересные факты
С 2008 года послом США в Молдове является мусульманин пакистанского происхождения Асиф Чодри.